# Thelairodrino potina
Thelairodrino potina là một loài ruồi trong họ Tachinidae.